# Vito Russo
Vito Russo, född 1946, död 7 november 1990, var en amerikansk författare, skådespelare och hbtq-aktivist.
Han har skrivit boken "The Celluloid Closet: Homosexuality in the Movies". Russo var också aktivt engagerad i ACT UP.